# Rua dos Fanqueiros
A Rua dos Fanqueiros é um arruamento da Baixa Pombalina da cidade de Lisboa que se estende da Rua da Alfândega até à Praça da Figueira.
Antigamente denominada Rua Nova da Princeza, viu, após a revolução republicana de 1910, o seu nome ser mudado para a denominação actual.

## História
Após a reconstrução de Lisboa, devido ao terramoto de 1755, a esta rua foi dado o nome de Rua Nova da Princeza, sendo posteriormente mudado para Rua da Princeza. Nela ficaram alojados os mercadores de lanjaria ou fancaria, destinando-se os espaços que sobrassem aos mercadores de quinquilharia. Depois da revolução republicana de 1910, o nome da rua foi alterado para Rua dos Fanqueiros, após deliberação camarária de 13 de outubro de 1910, ficando efetiva após edital de 5 de novembro do mesmo ano. Este arruamento situa-se na freguesia de Santa Maria Maior. A Rua dos Fanqueiros ficou intimamente ligada à história do jornalismo português e do exuberante Reinaldo Ferreira, celebrizado como Repórter X. Em 1918, para demonstrarem que os proprietários hoteleiros de Lisboa ocultavam crimes cometidos nos seus estabelecimentos, Reinaldo, o humorista Stuart Carvalhais e o pintor Armando Bastos Gonçalves encenaram um homicídio num quarto de uma pensão da Rua dos Fanqueiros, espalhando sangue de galinha pelas paredes. Depois, como jornalista da edição da noite de O Século, Reinaldo relatou os pormenores da investigação criminal, confessando a autoria dias mais tarde.